# Museu de la Ciutat de València
El Museu de la Ciutat de València és un museu situat al Palau del Marqués de Campo que acull una sèrie d'obres i col·leccions que pertanyen al patrimoni històric, artístic i etnogràfic de la ciutat. Depèn de l'Ajuntament de València.
Constitueix un interessant exemple de l'arquitectura senyorial valenciana en el qual coexisteixen elements barrocs visibles en detalls monumentals de la fatxada principal, el pati o l'escalinata coberta d'esvelta cúpula, en convivència arquitectònica amb un eclecticisme classicista en el cos principal de la fatxada, destacant també la decoració d'alguns dels seus salons o el tractament sobri i funcional de les plantes posteriors.
El museu combina col·leccions permanents amb exposicions temporals. Entre les permanents, destaquen les pintures realitzades majoritàriament per artistes valencians, la col·lecció de gravats, la d'escultures, la de medalles, la de monedes o la de vistes retrospectives de la ciutat de València.

## Història
El Museu de la Ciutat depèn administrativament de la Secció de Museus i Monuments que forma part del Servei de Patrimoni Històric i Cultural de l'Ajuntament de Valencia.
Existia des de principis del segle xix un gran interès per crear un museu a la ciutat de València que pogués recollir i mostrar el tresor que suposaven tant el conjunt arxivístic documental que es va iniciar amb la reconquesta del rei Jaume I, com la gran quantitat d'objectes (d'una importància singular per a la història de la ciutat per la seva càrrega simbòlica) com són el Penó de la Conquesta, l'espasa de Jaume I o les claus de la ciutat, entre d'altres. A aquests s'afegeixen els béns recuperats de la destrucció i l'espoli de l'antiga casa de la ciutat a mitjan segle xix. L'intent d'atorgar a aquests documents, i objectes que formen part de la cultura i, del patrimoni cultural de la ciutat, una forma museística, no fraguó. Aquest fracàs es devia en part a l'escàs suport amb què va comptar aquest projecte, potser per l'existència d'un projecte previ de creació del Museu d'Etnografia i Folklore de València, promogut per Vicente Blasco Ibáñez el 1921 (Català, 1988). En aquest projecte es va aconseguir implicar a l'ajuntament de València que va cedir el Palau de l'Exposició i va prometre que en el futur museu s'integraria una part de les col·leccions municipales.
A poc a poc, gràcies a l'empenta de Maximiliano Thous i d'Enric Duran i Tortajada, es va anar materialitzant amb fets aquest projecte però enfocant-lo des d'un punt de vista més nacionalista que del regionalisme inicial amb el qual s'havia format. A la fi dels anys vint, concretament el 1927, es crea el Museu Artístic i Arqueològic, generalment conegut com a Museu Històric de la Ciutat, dependent de la secció de Museus i Monuments, integrada en el Servei de Patrimoni Històric i Cultural de l'Ajuntament de València ; a instància del regidor d'aquests anys, Enric Duran i Tortajada, amb la intenció de reunir en una seu comú tot el patrimoni municipal.
La finalitat del museu era la d'agrupar tots els objectes de caràcter moble pertanyents al patrimoni municipal, entre les quals s'incloïen objectes de naturalesa artística i arqueològica, sense uns criteris museístics clars. A més, es continuava patint la manca d'un espai físic adequat per a la ubicació d'aquest conjunt cultural valencià, el qual va acabar en dependències de la pròpies Casa Consistorial.
No va ser fins als anys 70 del segle XX que es comencen a produir-se alguns canvis ressenyables. Així, l'any 1973 la Delegació d'Arxius, Biblioteques i Museus, proposa l'adquisició del recentment declarat monument historicoartístic d'interès local, palau de Berbedel; compra que es va materialitzar un any després, passant a dur-se a terme unes reparacions d'urgència i obres de remodelació per adaptar l'edifici per al seu ús com a pinacoteca municipal.
D'aquesta manera el Museu de la Ciutat veia possible la seva ubicació al palau de Berbedel, que es va inaugurar com Museu de la Ciutat el 3 de novembre de 1989, presentant una exposició sobre els orígens de la ciutat i la "Valentia romana d'època republicana ", amb materials arqueològics procedents d'excavacions i altres fons de l'Museo.

## Fons i col·leccions
El Museu de la Ciutat de València recull una variada col·lecció d'objectes que constitueixen els seus fons i col·leccions. Estan distribuïdes per seccions, entre les quals podem destacar:
- Secció de Litologia. Formada per un conjunt d'elements lapidaris, fragments arquitectònics, blasons petris, etc. La majoria procedeixen d'excavacions arqueològiques així com de troballes fortuïtes (sobretot en enderrocs o en iniciar noves obres), sense deixar de banda l'adquisició de col·leccions com la de Martí Esteve.[2]
- Secció d'Arqueologia. Formada per material d'interès arqueològic que procedeixen d'excavacions realitzades a la ciutat.[2]
- Secció de Pintura. Formada per gairebé un miler d'obres de molt heterogènia procedència i entre les quals destaquen: la taula del "Judici Final" de Van der Stock; els fragments de part de la pintura mural de la capella dels Jurats; etc. aquesta secció es va enriquir amb les pintures ingressades a l'Ajuntament l'any 1936 i que després de la finalització de la guerra civil, no van ser reclamades pels seus legítims propietaris, passant a formar part de l'Inventari Municipal de Bens.[2]
- Secció d'Escultura. Una gran part d'aquesta secció forma part d'un lot de la col·lecció dels hereus de Miguel Martí Esteve, que l'Ajuntament adquirí.[2]
- Secció de Gravats. Amb una gran representació de l'estampa valenciana del segle xviii i XIX; i amb obres de Fernando Selma, Rafael Esteve, Manuel Monfort i José Fabregat, entre d'altres.[2]
- Secció de Ceràmica. La col·lecció té el seu origen en 1947 al trobar-se en el subsòl de la ciutat, després d'unes obres, una gran quantitat de materials ceràmics. Més tard, l'Ajuntament va adquirir la col·lecció de Francisco Mora Gallego.[2]
- Secció Objectes d'Art Religiós. Petit grup de tot just més de vint peces d'orfebreria, procedents gairebé tots de dipòsits d'època de guerra.[2]
- Secció d'Art Mobiliar. En la seva majoria provenen de la col·lecció de Martí Esteve.[2]
- Secció de Forja Artística. En ella poden observar-se moltes peces de serralleria i forja procedents de diverses adquisicions en diferents épocas.[2]
- Secció d'Arts Menors. S'hi recullen peces variades com miniatures, camafeus, entalles, relleus i baix relleu.[2]
- Secció Numismàtica. La majoria d'aquestes peces procedeixen del nummari de José de Llano i White, que va acabar en mans de Martí Esteve i després de la compra als seus hereus de les seves col·leccions, per part de l'Ajuntament, va passar a formar part del patrimoni municipal.[2]
- Secció de Pesos i Medidas.Esta secció prové de la donació a l'Ajuntament per Juan Antonio Gómez-Trénor.[2]